# Mergam
Mergam was een Nederlands vrachtautomerk.
NV GAM (Van Gorp's Automobiel Maatschappij) uit Rotterdam (en de GAM uit Mergam) was een importeur van Hanomag. Hanomag werd door Mercedes-Benz (de MER uit Mergam) overgenomen, waardoor NV GAM Mercedes-Benz ging verkopen.
Tussen 1981 en 1983 bouwde het merk Mercedes-Benz-vrachtwagens om tot vierassers werden, geschikt voor rijden op oneffen terrein.